# Israel Coins and Medals Corporation
Israel Coins and Medals Corporation (skrót. ICMC, hebr. החברה הישראלית למדליות ולמטבעות, He-Chewra ha-Jisra’elit le-Medaljot u-le-Matbe’ot) – izraelskie przedsiębiorstwo, które na mocy uprawnień nadanych przez Ministerstwo Finansów i umowy z Bankiem Izraela jest wyłącznym dystrybutorem emitowanych przez Bank Izraela monet kolekcjonerskich i okolicznościowych, będącym legalnym środkiem płatniczym w Izraelu, a także medali i numizmatów. Israel Coins and Medals Corporation znana jest jako the Holy Land Mint.
ICMC powstało w 1958 roku z inicjatywy premiera Dawida Ben Guriona. Celem ICMC jest upamiętnianie historycznych i narodowych wydarzeń w kraju, postaci historycznych, idei syjonizmu w kulturze i sztuce.
W 2008 roku Israel Coins and Medals Corporation zostało sprywatyzowane i przejęte przez firmę G.R.A.S.
W 2010 roku na mocy postanowienia ministra finansów Moszego Kachlona i dyrektor Banku Izraela Karnit Flug, zgodnie z Prawem Banku Izraela 5770-2010, Israel Coins and Medals Corporation wraz z G.R.A.S. Designs and Combinations zostały wyłącznymi dystrybutorami monet kolekcjonerskich, okolicznościowych, specjalnych i innych numizmatów.

## Działalność

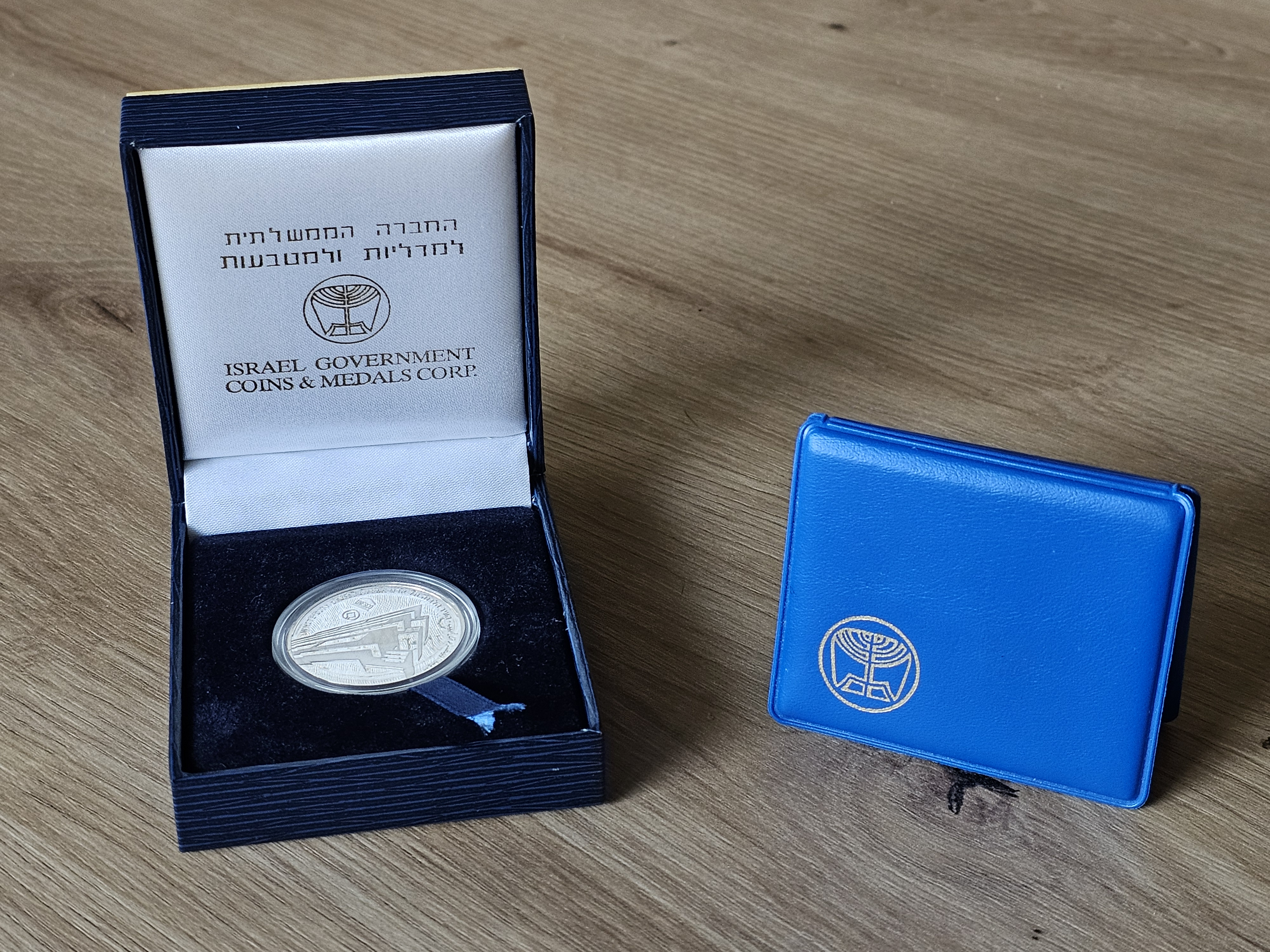
Przykłady dwóch zestawów monet z ICMC.

Israel Coins and Medals Corporation posiada własną mennicę w Ma’ale ha-Chamisza, ale wybija w niej niewielkie ilości monet i medali. Produkuje ona także sztabki inwestycyjne, biżuterię i numizmaty. Większość izraelskich monet kolekcjonerskich, okolicznościowych i bulionowych jest wybijana przez mennice z innych państw, a ich dystrybucją zajmuje się ICMC.
Współcześnie ICMC zajmuje się:
- dystrybucja monet okolicznościowych i kolekcjonerskich emitowanych przez Bank Izraela,
- emisją medali Państwa Izrael oraz medali dla instytucji państwowych,
- produkcją i sprzedaż kruszcowych produktów inwestycyjnych,
- promocją sztuki izraelskiej i żydowskiej,
- projektowaniem, produkcją i dystrybucją pamiątek izraelskich oraz biżuterii,
- współpracą z Izraelskim Urzędem Starożytności w dziedzinie wybijania i sprzedaży replik monet z okresu starożytności.

## Oferowane serie

### Serie monet
Oto lista dystrybuowanych serii monet:
- Złota Jerozolima (monety bulionowe),
- Życie Morza Czerwonego (emisja wspólna z Bankiem Centralnym Palau),
- Chanuka,
- Pidjon ha-ben (ang. Pidyon Haben),
- Sceny z Tanachu,
- Dzień Niepodległości,
- Izraelscy nobliści,
- Obiekty dziedzictwa światowego,
- Pejzaże Izraela,
- Miejsca Ziemi Świętej,
- Artyści Izraela,
- Izrael na Igrzyskach Olimpijskich,
- Mistrzostwa świata w piłce nożnej,
- Flora i fauna Pieśni nad Pieśniami,
- Judaica.

### Serie medali
Oto lista dystrybuowanych serii medali:
- Osobowości
  - Premierzy Izraela,
  - Prezydenci Izraela,
  - Mędrcy Izraela,
  - Znani,
  - Sprawiedliwi wśród narodów świata,
  - Osobistości dziedzictwa żydowskiego,
- Armia i bezpieczeństwo
  - Szefowie Sztabu Generalnego,
  - Historyczne samoloty,
  - Historyczne czołgi,
  - Marynarka wojenna,
  - Jednostki wojskowe,
  - Armia i systemy Izraela,
- Miejsca
  - Starożytne mozaiki,
  - Miasta w Izraelu,
  - Jerozolima,
  - Miejsca i atrakcje Izraela,
- Tradycja i dziedzictwo żydowskie
  - Kobiety w Tanachu,
  - Żydowskie opowieści
  - Kultura, tradycja i dziedzictwo żydowskie,
  - Czwórka, która stała się sławna,
  - Życzenia i błogosławieństwa,
  - Święta żydowskie,
- Różne
  - Upamiętnienie,
  - Literatura, muzyka i sztuka,
  - Sport